# Lovatens
Lovatens es una comuna suiza del cantón de Vaud, situada en el distrito de Broye-Vully. Limita al noroeste con la comuna de Dompierre, al noreste con Prévonloup, al sureste con Billens-Hennens (FR), al sur con Brenles, al suroeste con Sarzens, y al noroeste con Curtilles.
Hasta el 31 de diciembre de 2007 formó parte del distrito de Moudon y del círculo de Lucens.